# Melanichneumon wadai
Melanichneumon wadai är en stekelart som beskrevs av Tohru Uchida 1935. Melanichneumon wadai ingår i släktet Melanichneumon och familjen brokparasitsteklar. Inga underarter finns listade i Catalogue of Life.